# Electron (gênero)
Electron é um gênero de aves da família Momotidae.
As seguintes espécies são reconhecidas:
- Udu-carenado (Du Bus de Gisignies, 1847)
- Udu-de-bico-largo (Leadbeater, 1829)